# NOWHERE LAND
『NOWHERE LAND』（ノーウェア・ランド）は、斉藤和義通算9枚目のスタジオ・アルバム。2003年3月26日発売。発売元はSPEEDSTAR RECORDS。規格品番：VICL-61096。

## 解説
ラジオ番組の企画で実現した玲葉奈とのデュエット・ソング「五秒の再会」（2002/12/18発売）を含む、デビュー10周年目のオリジナル・アルバム。CCCDでリリースされたが、2007年12月19日にCD-DAでリイシュー（規格品番：VICL-62700）された。
シングル「やわらかな日」（2002/11/20発売）とカップリング曲「無欲の空」の別バージョン、及び先行盤「喜びの唄」（2003/3/5発売）とそのカップリング曲「イレズミ」のオリジナル・ヴァージョンが収録された。
2008年9月17日に、特殊なCDプレーヤーでなくても高音質再生が可能とされるスーパー・ハイ・マテリアルCDで発売された（規格品番：VICL-63030）。初回生産限定のデジパック仕様で、同日発売のCD-BOX『斉藤和義15周年アニバーサリーBOX』（VIZL-302）にも収められている。

## 収録曲
| 全作詞・作曲・編曲: 斉藤和義（※特記以外）。 |                                                                   |                       |                       |      |
| #                                           | タイトル                                                          | 作詞                  | 作曲・編曲            | 時間 |
| 1.                                          | 「透明の翼」                                                      | 斉藤和義（※特記以外） | 斉藤和義（※特記以外） | 4:36 |
| 2.                                          | 「喜びの唄」(※作曲: 斉藤和義・Charly Drayton)                     | 斉藤和義（※特記以外） | 斉藤和義（※特記以外） | 5:25 |
| 3.                                          | 「無欲の空（Brass Plus Ver.）」                                   | 斉藤和義（※特記以外） | 斉藤和義（※特記以外） | 3:52 |
| 4.                                          | 「わすれもの」                                                    | 斉藤和義（※特記以外） | 斉藤和義（※特記以外） | 4:52 |
| 5.                                          | 「この古着は誰が着ていたんだろう」                                | 斉藤和義（※特記以外） | 斉藤和義（※特記以外） | 3:07 |
| 6.                                          | 「イレズミ」                                                      | 斉藤和義（※特記以外） | 斉藤和義（※特記以外） | 5:53 |
| 7.                                          | 「スケッチブック」                                                | 斉藤和義（※特記以外） | 斉藤和義（※特記以外） | 3:03 |
| 8.                                          | 「WANT YOU」(※作曲: 斉藤和義・Robert Quine・Eric Schermerhorn)    | 斉藤和義（※特記以外） | 斉藤和義（※特記以外） | 2:59 |
| 9.                                          | 「野良猫のうた」                                                  | 斉藤和義（※特記以外） | 斉藤和義（※特記以外） | 3:35 |
| 10.                                         | 「CAT STYLE」                                                     | 斉藤和義（※特記以外） | 斉藤和義（※特記以外） | 3:55 |
| 11.                                         | 「ハックルベリー・フィン」(※作詞・作曲: 斉藤和義・Charly Drayton) | 斉藤和義（※特記以外） | 斉藤和義（※特記以外） | 4:02 |
| 12.                                         | 「五秒の再会」(※作詞・作曲・編曲: 斉藤和義と玲葉奈)               | 斉藤和義（※特記以外） | 斉藤和義（※特記以外） | 4:27 |
| 13.                                         | 「ニューヨーク」                                                  | 斉藤和義（※特記以外） | 斉藤和義（※特記以外） | 5:39 |
| 14.                                         | 「やわらかな日」                                                  | 斉藤和義（※特記以外） | 斉藤和義（※特記以外） | 5:51 |
| 合計時間:                                   | 合計時間:                                                         | 61:16                 |                       |      |

## 関連作品
- 喜びの唄

歌うたい15 SINGLES BEST 1993〜2007 - スタジオ音源
- 無欲の空

Collection "B" 1993〜2007 - スタジオ音源（オリジナル・ヴァージョン）
- わすれもの

黒盤 - スタジオ音源
斉藤“弾き語り”和義 ライブツアー2009≫2010 十二月 in 大阪城ホール 〜月が昇れば 弾き語る〜 - ライヴ音源
- イレズミ

Collection "B" 1993〜2007 - スタジオ音源（Private Mix）
- 五秒の再会

歌うたい15 SINGLES BEST 1993〜2007 - スタジオ音源
- ニューヨーク

弾き語り 十二月 in武道館 〜青春ブルース完結編〜 - ライヴ音源
- やわらかな日

白盤 - スタジオ音源
歌うたい15 SINGLES BEST 1993〜2007 - スタジオ音源
やぁ 無情 - スタジオアコースティックバージョン